# 1976年モントリオールオリンピックのカナダ選手団
1976年モントリオールオリンピックのカナダ選手団（1976ねんモントリオールオリンピックのカナダせんしゅだん）は、1976年7月17日から8月1日にかけてカナダのモントリオールで開催された1976年モントリオールオリンピックのカナダ選手団、およびその競技結果。

## 概要
今大会は銀メダル5個、銅メダル6個の合計11個のメダルを獲得した。

## メダル
| メダル | 選手名                                                                          | 競技 | 種目                     |
| ------ | ------------------------------------------------------------------------------- | ---- | ------------------------ |
| 銀     | グレッグ・ジョイ                                                                | 陸上 | 男子走高跳               |
| 銀     | スティーブン・ピッケル グラハム・スミス クレイ・エバンズ ゲイリー・マクドナルド | 競泳 | 男子4×100mメドレーリレー |
| 銀     | シェリル・ギブソン                                                              | 競泳 | 女子400m個人メドレー     |
| 銅     | シャノン・スミス                                                                | 競泳 | 女子400m自由形           |
| 銅     | ナンシー・ガラピック                                                            | 競泳 | 女子100m背泳ぎ           |
| 銅     | ナンシー・ガラピック                                                            | 競泳 | 女子200m背泳ぎ           |
| 銅     | ベッキー・スミス                                                                | 競泳 | 女子400m個人メドレー     |
| 銅     | ベッキー・スミス ゲイル・アマンドラッド バーバラ・クラーク アン・ジャーディン   | 競泳 | 女子4×100m自由形リレー   |
| 銅     | スーザン・スローン ロビン・コルシグリア ウェンディ・ホッグ アン・ジャーディン   | 競泳 | 女子4×100mメドレーリレー |